# Juninho (football, 1995)
Pour les articles homonymes, voir Juninho (homonymie).
José Carlos Ferreira Júnior dit Juninho, né le 1er février 1995 à Londrina au Brésil, est un footballeur brésilien qui évolue au poste de défenseur central au SC Internacional.

## Biographie

### Débuts au Brésil
Né à Londrina au Brésil, Juninho commence sa carrière avec le Junior Team Futebol (en) avant de rejoindre le Coritiba FC. C'est avec ce club qu'il fait ses débuts en professionnel, jouant son premier match le 26 juillet 2017, lors d'une rencontre de première division brésilienne face au SC Corinthians. Il est titularisé  et les deux équipes se neutralisent (1-1 score final).
Le 13 mai 2017, Juninho s'engage en faveur de la SE Palmeiras. Il signe un contrat courant jusqu'en juin 2022.
Le 5 juillet 2019, Juninho est prêté jusqu'à la fin de la saison à l'EC Bahia. Il joue son premier match pour le club le 14 juillet 2019, lors d'une rencontre de championnat contre le Santos FC. Il est titularisé et son équipe s'incline par un but à zéro.

### FC Midtjylland
Le 13 juillet 2021, Juninho s'engage avec le vice-champion danois, le FC Midtjylland, pour un contrat courant jusqu'en juin 2026,. Il décide de porter le numéro 73, en hommage à sa mère décédée après avoir contracté le COVID-19, et qui était née en 1973.
Il fait sa première apparition sous ses nouvelles couleurs le 24 juillet 2021, lors de la deuxième journée de la saison 2021-2022 de Superligaen contre l'Aalborg BK. Il est titularisé, et son équipe s'impose par un but à zéro. Ensuite, le défenseur est toutefois absent pendant six matchs, la FIFA ayant pris en compte un carton rouge reçu par le joueur lors de son dernier match avant son transfert et ayant décidé qu'il devait purger sa suspension.

## Palmarès
FC Midtjylland
- Coupe du Danemark
  - Vainqueur en 2022.